# Сан Вито (Л’Аквила)
Сан Вито (итал. San Vito) је насеље у Италији у округу Л'Аквила, региону Абруцо.
Према процени из 2011. у насељу је живело 21 становника. Насеље се налази на надморској висини од 866 м.